# ナースィル・ハサン
ナースィル・ハサン（1336年 - 1361年3月17日）は、エジプトを支配したバフリー・マムルーク朝の第22代・第24代スルタン（在位：1347年 - 1351年、1354年 - 1361年）。

## 生涯
父は第15代スルターンのナースィル・ムハンマド。1347年に兄のムザッファル・ハーッジーが暗殺されたため、後を継いで即位した。しかし若年のため、実権は配下のマムルークやアミールらに握られた傀儡でしかなく、ハサン時代の初期にはペストがエジプト国内に広まって経済的にも大打撃を受けた。ハサンは実権を取り戻すために策動したが、このために1351年には有力アミールであるターズらの反発を受けて弟のサーリフ・サーリフに譲位を強行された上に幽閉された。
ターズはシャイフー・サルギトミシュの2人の有力アミールとのトロイカ体制を組んで国政の実権を掌握したが、次第にターズの権力確立とともに立場が形骸化していくのを嫌った2人はターズと彼を後ろ盾とするサーリフ・サーリフの排除を企てる。
1354年、ハサンはシャイフーらによるサーリフ・サーリフの廃位に伴い再度即位したが、またも権力の復活を目論んで策動した。1357年シャイフーが暗殺される事件が起こると、翌年にはハサンがサルギトミシュを逮捕して政治の実権を掌握した。ハサンは一族や配下のマムルークたちにアミールの地位やイクターを与えるなど権力の強化を図った。だが、1361年、配下のアミールのひとりであったヤルバガ・アルハーシキーによって暗殺された。26歳であった。後を甥のマンスール・ムハンマド（ムザッファル・ハーッジーの子）が継いだ。
ハサンは容姿端麗の人物で、その治世でモスクを大量に建立したことで知られている。

## 関連文献
- 五十嵐大介『中世イスラム国家の財政と寄進』（刀水書房．2011年1月）第一部「ナースィル体制の崩壊」